# Ester Almqvist
Èster Dorothea Almqvist (Bromma, Estocolm, 3 de novembre de 1869 – Lund, 11 de juny de 1934) va ser una artista sueca, pionera de la pintura expressionista al seu país.

## Família i educació
Almqvist va néixer a Bromma, però va passar la infantesa a Estocolm, on els seus pares ensenyaven en una escola per a missioners cristians. El seu pare, sacerdot, va morir quan ella tenia nou anys, i la seva mare va haver de treballar com a professora particular i venedora de llibres per a mantenir la família. Almqvist va néixer amb l'espina dorsal deformada, la qual cosa li va limitar la mobilitat durant tota la vida, però també li va donar llibertat per a estudiar art en comptes de ser mestressa de casa.
Va estudiar a l'Escola Tècnica, a Estocolm, on es graduà l'any 1891, i va estudiar art en classes particulars amb el pintor Gustaf Cederström. Va continuar els seus estudis d'art a la Valand Art Academy de Gothenburg (1892–93) i també a la Artist League School d'Estocolm (1894-95). Els seus professors van ser, entre altres, Per Hasselberg i Bruno Liljefors. Mentre estudiava, il·lustrava llibres per a pagar-se els estudis. 

## Carrera artística
Almqvist es va instal·lar a Lund al 1918, és on passà la major part de la vida activa, i algunes de les seves millors pintures són de les àrees circumdants de la província de Skåne. Va viatjar pel continent –per exemple a Berlín– o a París. Va començar a exposar la seva obra a la fi de 1890. El 1904 va participar en l'Exposició Universal de Saint Louis, als Estats Units.

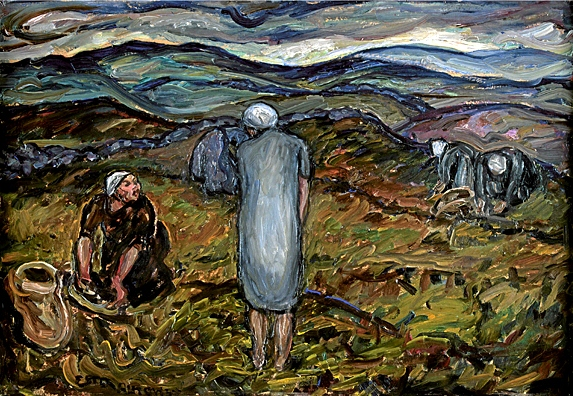
Les recol·lectores de nabius vermells (1928)

Els seus primers treballs eren d'estil impressionista, al compàs del sentir melancòlic prevalent en la pintura sueca d'aquell moment. Després de la mort de la seva mare va canviar l'estil cap a l'expressionisme, i les seves pintures madures d'aproximadament l'any 1913 compartien una gran semblança amb el treball de Vincent van Gogh, pintades amb traços enèrgics, colors forts, i línies pesades.

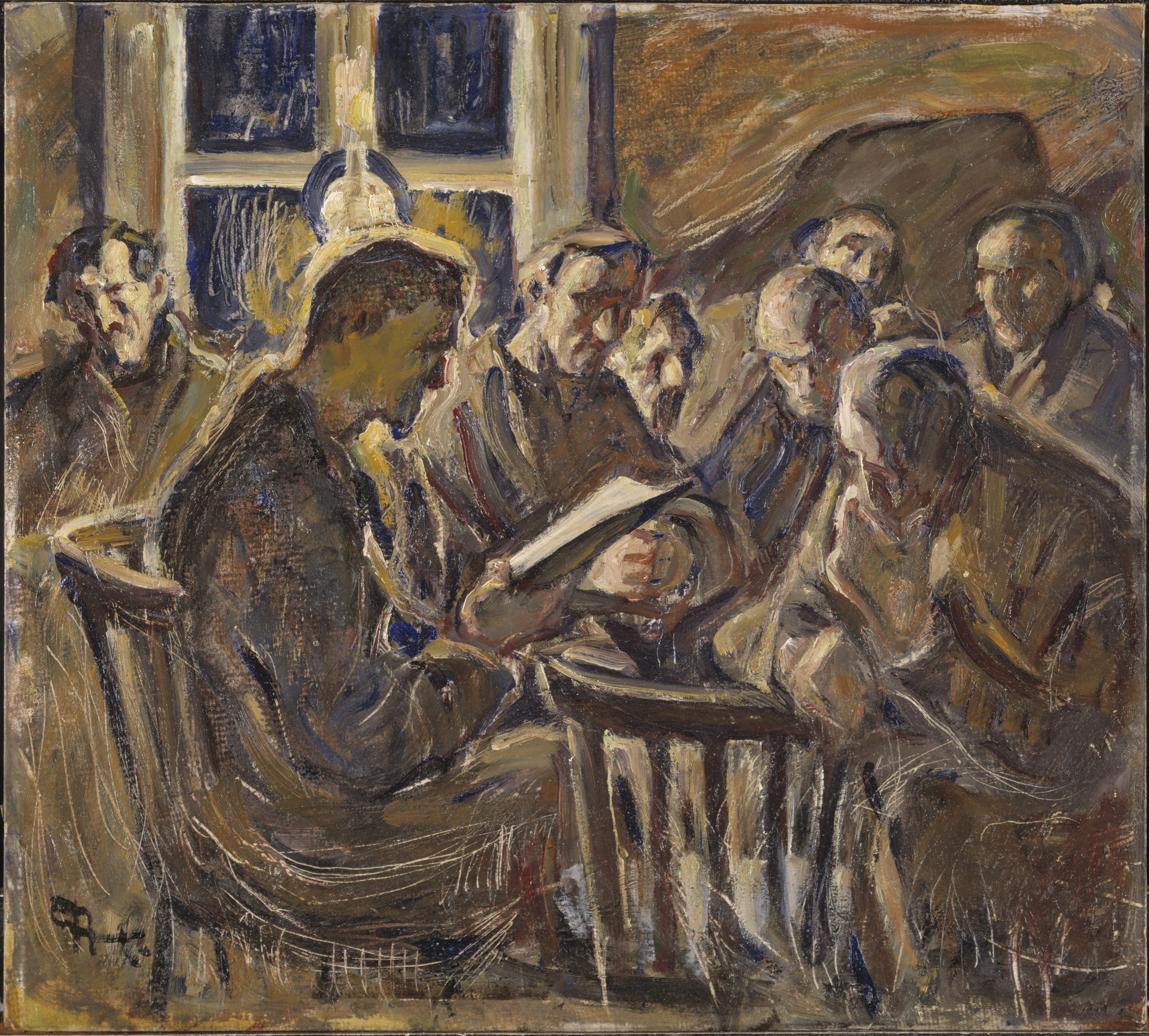
La reunió (1929)

Almqvist va pertànyer a un grup de dones artistes sueques que van viatjar, van treballar, van exposar, i a vegades van viure juntes, entre les quals Tora Vega Holmström, Agnes Wieslander, i Maca Fjæstad. En el seu últim any de vida, quan el dolor d'esquena li impossibilitava treballar, una generació més jove de dones artistes, com Vera Nilsson, Mollie Faustman, i Siri Derket, van organitzar una exposició de les seves aquarel·les a la Galleri Färg och Form d'Estocolm, per fer honor a la seva primerenca i pionera obra modernista sueca.
No obstant això, el reconeixement total li va venir solament després de la seva mort, que va ser al 1934. Tan sols un any després, el seu amic Nils Gösta Sandbladen va organitzar una exposició en el Skånska Konstmuseu de Lund. El 1938 es va organitzar la seva primera retrospectiva a la Galerie Moderne de Brussel·les.

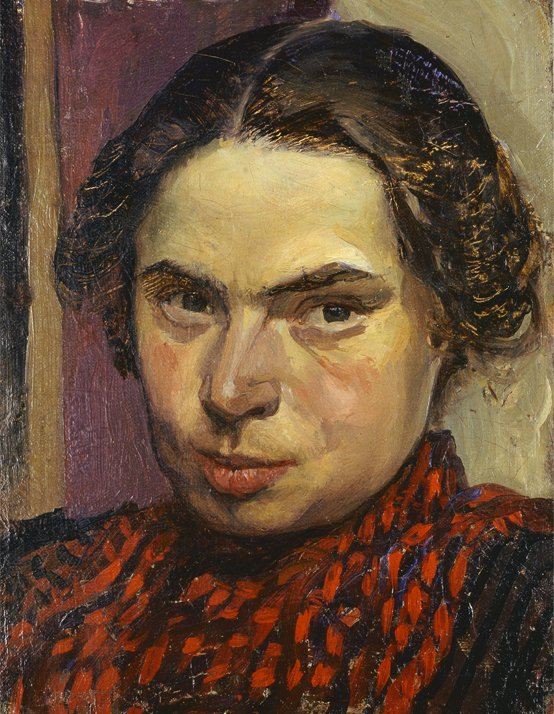
Ester Almqvist, Autoretrat, 1901

Almqvist va insistir que la seva obra fos donada al Museu de Malmö. Es troba a la col·lecció del Museu Nacional suec, al Museu d'Art de Gothenburg, al Museu d'Art de Malmö, i en altres institucions, i és àmpliament reconeguda com a pionera de l'expressionisme a Suècia. Èster Almqvist és l'artista amb més obres en les col·leccions del Museu d'Art de Malmö, un total de 2.083 peces. Ella va especificar com la seva última voluntat que la seva col·lecció de pintures a l'oli, aquarel·la, carbonet, pastel i dibuixos de tinta, pàgines gràfiques i llibre d'anotacions fos donada a aquest museu.
El 1992, la seva pintura titulada La reunió (en suec, Sammankomsten, 1929) va aparèixer en un segell de franqueig de les Nacions Unides commemorant l'Article 20 de la Declaració Universal dels Drets Humans, que protegeix el dret de reunió.
Els seus escrits estan catalogats a la Universitat de Lund.
La seva germana, Maria Almqvist, establí el fons commemoratiu Ester Almqvist, que atorga beques anuals a artistes d'Escània des de l'any 1966.